# Milan Jesih
 (mai 2017).
Milan Jesih, né à Ljubljana en 1951, est un poète slovène, mais il écrit aussi des pièces de théâtre, des pièces pour marionnettes, pour la radio et pour la télévision.
Il a traduit environ quarante pièces de théâtre parmi lesquelles un tiers de l’œuvre de Shakespeare, les pièces de Tchekhov, Maxime Gorki, Mikhaïl Boulgakov et de nombreuses pièces d'auteurs contemporains, traduites du russe, de l’anglais et des langues slaves du sud.
La poésie figure au centre de son travail d’écrivain, ce dont témoignent les recueils publiés[Lesquels ?]. Il a aussi écrit une quinzaine de pièces pour la radio.